# James Scully
James Nicholas Scully (nacido el 19 de abril de 1992) es un actor estadounidense, mejor conocido por interpretar a JD en la serie Heathers (2018) de Paramount Network y a Forty Quinn en la serie de suspenso de Netflix You.

## Primeros años
Scully nació y creció en San Antonio, Texas. Asistió a la Escuela Intermedia Driscoll y a la Escuela de Artes North East de la Escuela Secundaria LEE (promoción de 2010), ambas en el Distrito Escolar Independiente North East. En su juventud, pasó un breve período en Inglaterra cuando su padre estaba destinado allí como parte de la Fuerza Aérea de los Estados Unidos.
Posteriormente asistió a la Universidad de Otterbein, donde obtuvo una Licenciatura en Bellas Artes en teatro musical. Scully también fue instructora de ciclismo durante tres años y medio en SWERVE Fitness.

## Carrera
Antes de trabajar en Los Ángeles, Scully residió en Nueva York actuando Off-Broadway. 
En 2016, Scully hizo su debut actoral en la serie dramática web Sublets. Después de su primer papel, Scully hizo apariciones en series de televisión, como Quantico y 9-1-1.
También realizó trabajos comerciales para Outback Steakhouse y un anuncio de servicio público sobre el abuso de Vicodin con la actriz de Riverdale, Camila Mendes.
En 2018, Scully protagonizó el papel principal de JD en la serie Heathers de Paramount Network. En enero de 2019, se anunció que Scully había sido elegida como Forty Quinn en la segunda temporada de la serie de suspenso de Netflix You.
También interpretó a Charlie, uno de los principales intereses amorosos en la película Fire Island de Hulu de 2022.

## Vida personal
Scully es gay.

## Filmografía

### Películas
| Año  | Título          | Papel                | Notas |
| ---- | --------------- | -------------------- | ----- |
| 2019 | Straight Up     | Ryder                |       |
| 2020 | Su último deseo | Reportero descuidado |       |
| 2022 | Fire Island     | Charlie              |       |
| 2023 | Problemista     | Bingham              |       |

### Televisión
| Año       | Título      | Papel              | Notas                                                             |
| --------- | ----------- | ------------------ | ----------------------------------------------------------------- |
| 2016      | Sublets     | Party Guest        | Episodio: "Batman's Girlfriend"                                   |
| 2017      | Quantico    | Tate               | Episodio: "Mockingbird"                                           |
| 2018      | Heathers    | Jason "JD" Dean    | Protagonista; 10 episodes                                         |
| 2018      | 9-1-1       | Travis             | Episodio: "Merry Ex-Mas"                                          |
| 2019–2021 | You         | Forty Quinn        | Protagonista (temporada 2); invitado (temporada 3) (11 episodios) |
| 2021      | Modern Love | Ford               | Episodio: "How Do You Remember Me?"                               |
| 2022      | Titans      | Bernard Fitzmartin | Elenco recurrente, serie de TV Netflix (9 episodios)              |